# Курс на Марс. Самый реалистичный проект полёта к Красной планете
Курс на Марс. Самый реалистичный проект полета к Красной планете (англ. The Case for Mars) — научно-популярная книга американского инженера Роберта Зубрина, впервые опубликованная в 1996 году и переработанная и обновленная в 2011 году.
В книге подробно описан план Зубрина Mars Direct по совершению первой высадки человека на Марс. План направлен на снижение затрат за счет использования автоматизированных систем и доступных материалов на Марсе для производства топлива на месте для обратного пути на Землю. Книга также раскрывает возможные проекты колоний на Марсе и оценивает перспективы материальной самодостаточности колонии и терраформирования Марса.

## Содержание
По мнению автора, привлекательность плана не зависит от единственной рентабельной миссии. Он планирует серию регулярных марсианских миссий с конечной целью колонизации, которые он подробно описывает в главах с седьмой по девятую. По мере того, как первые исследователи оставляют на планете жилые постройки, выполнять последующие миссии становится легче.
Крупные марсианские станции, размещённые под марсианским грунтом, герметичные среды обитания станут первым шагом на пути к расселению людей; автор предполагает, что они могут быть построены как атриумы в римском стиле на поверхности, а затем помещены под грунт. Во время и после этой начальной фазы строительства среды обитания твердопластические купола могут быть размещены на поверхности для возможного проживания и роста сельскохозяйственных культур. Возникающая промышленность начнет использовать местные ресурсы: производство пластмасс, керамики и стекла.
Для более масштабной работы по терраформированию требуется начальная фаза глобального потепления, чтобы освободить атмосферу от реголита и создать круговорот воды. В работе описаны три метода глобального марсианского потепления, которые, по мнению Зубрина, вероятно, лучше всего использовать в тандеме: орбитальные зеркала для обогрева поверхности; фабрики на поверхности для закачки галогенуглеводородов, таких как перфторметан, в атмосферу; и посев бактерий, которые могут метаболизировать воду, азот и углерод для производства аммиака и метана (это поможет в глобальном потеплении). Пока работа по согреванию Марса продолжается, может начаться настоящая колонизация.
В книге признается, что любая марсианская колония будет частично зависеть от Земли на протяжении веков. Однако это говорит о том, что Марс может быть прибыльным местом по двум причинам. Во-первых, он может содержать огромнейшие запасы металлов, которые не подвергались тысячелетиям человеческой добычи и могут быть проданы на Земле с целью получения прибыли. Во-вторых, концентрация дейтерия ― возможного топлива для коммерческого ядерного синтеза. Дейтерия на Марсе в пять раз больше, чем на Земле.
Таким образом, у людей, эмигрирующих на Марс, будет надежная промышленность, и планета станет магнитом для поселенцев, поскольку «марсианские зарплаты» будут существенно выше земных. В книге утверждается, что «нехватка рабочей силы, которая будет преобладать на Марсе, подтолкнет марсианскую цивилизацию к технологическому и социальному прогрессу».

## Издание в России
Книга была переведена на русский язык и вышла в свет в издательстве «Эксмо» в 2017 году. ISBN 978-5-699-75295-9